# Brungrå trädekorre
Brungrå trädekorre (Funisciurus bayonii) är en däggdjursart som först beskrevs av Bocage 1890.  Funisciurus bayonii ingår i släktet Funisciurus och familjen ekorrar. IUCN kategoriserar arten globalt som otillräckligt studerad. Inga underarter finns listade.
Individerna blir cirka 17 till 19 cm långa (huvud och bål) och har en lika lång eller lite kortare svans. Pälsen har på ovansidan en mörk oliv färg med några svarta hår inblandade. Kännetecknande är bleka eller vitaktiga strimmor på varje kroppssida. Undersidan har en gråbrun färg. Svansen är täckt av svarta och brunaktiga hår. Den är allmänt mörkare än andra kroppsdelar.
Denna trädekorre förekommer i södra Kongo-Kinshasa och norra Angola. Habitatet utgörs främst av fuktig savann. Från täta skogar finns inga fynd rapporterade.